# Athletics New Zealand
Athletics New Zealand est le nom de la fédération d'athlétisme de Nouvelle-Zélande depuis 1989. Après avoir été associée au tournant du XXe siècle avec l'Australie au sein de l'Australasie, la fédération néo-zélandaise a pris peu à peu son autonomie et est désormais membre de l'Association océanienne d'athlétisme et de l'IAAF (depuis 1932). Son président est Dave Norris depuis 2013 et son siège est à Auckland.
Le 28 juillet 2012, la fédération a fêté ses 125 années d'activité, étant donné que la New Zealand Amateur Athletic Association (NZAAA), son ancien nom, a été fondée en 1887 et que les premiers championnats de Nouvelle-Zélande ont été organisés en 1888. La liste complète des champions néo-zélandais depuis 1888 peut être consultée ici.